# Bénoye
Bénoye és una ciutat de la regió de Logone Occidental, Txad. És el centre administratiu del Departament de Ngourkosso.

## Demografia
|      | Població |
| ---- | -------- |
| 1993 | 11 573   |
| 2009 | 12 097   |